# シグナス NG-20
NG-20はシグナス無人宇宙補給機の20回目の飛行であり、17回目の国際宇宙ステーション（ISS）への飛行となる。このミッションは2024年1月30日に打ち上げられた。この打ち上げはノースロップ・グラマンのNASAとの商業補給サービス（CRS-2）におけるCRS-2契約下での打ち上げである。このカプセルはスペースXのファルコン9ロケットで打ち上げられた。
オービタルATK（現在のノースロップ・グラマン・イノベーション・システムズ）とNASAは共同で、ISSへの商業貨物補給サービスを行うための新しい宇宙輸送システムを開発した。商業軌道輸送サービス（COTS）計画のもと、オービタルATKが中型打ち上げ機のアンタレスと、パートナー企業のタレス・アレーニア・スペースが提供する与圧貨物モジュールと、オービタルGEOStar衛星バスを基にしたサービスモジュールを使用した先進的な宇宙船シグナスの設計、取得、建造および組み立てを行った。
NG-20は、2022年ロシアのウクライナ侵攻によってロシアのロケットエンジンサプライヤーと、ウクライナの第一段タンクのサプライヤーが失われたことでアンタレス・ロケットが枯渇した後で打ち上げられた初めてのシグナス宇宙船となった。その後の2回のミッションでもファルコン9が使用されるが、その後のミッションではウクライナやロシア製の部品に依存しない、開発中の次世代アンタレス300シリーズが使用される。シグナスはアンタレス100シリーズ、アトラスV、アンタレス200シリーズおよびファルコン9ブロック5ロケットという異なる4種類の軌道打ち上げ機で打ち上げられた唯一の貨物輸送宇宙船である。

## 来歴
シグナスNG-20は、商業補給サービスフェーズ2のもとで9回目のシグナスのミッションである。
シグナス宇宙船の製造と統合はバージニア州ダレスで行われた。シグナス・サービス・モジュールは打ち上げ場で与圧貨物モジュールと結合され、ミッションはバージニア州ダレスと、テキサス州ヒューストンの管制センターから制御される。

## 宇宙船
NG-20宇宙船は、宇宙飛行士のパトリシア・ロバートソンを偲んで「宇宙船パトリシア・"パティ"・ヒリアード・ロバートソン」と名付けられた。これは拡張型シグナスPCMの15回目の飛行である。

## 積荷目録
シグナス宇宙船には打ち上げ前に貨物と補給品が搭載された。積荷目録によれば、シグナス宇宙船には3,726kgの貨物が搭載された。
- クルー補給品：1,129 kg (2,489 lb)
- 科学研究：1,369 kg (3,018 lb)
- 船外活動装備：16 kg (35 lb)
- 宇宙船ハードウェア：1,131 kg (2,493 lb)
- コンピューター資材：67 kg (148 lb)

## 研究
シグナス宇宙船では3D金属プリンターのテスト、半導体製造および地球の大気圏への再突入における熱防護システムなどが科学研究が輸送された。

### 宇宙での3Dプリンター
ESA（欧州宇宙機関）からの研究である金属3Dプリンターは、微小重力下での小さな金属部品の3Dプリント（積層造形）をテストしている。この研究によって、3Dプリンターが宇宙でどのような挙動を示すかについて最初の理解が得られる。3Dプリンターは様々な形状を作ることができるが、まず宇宙での3Dプリントが地球上でのプリントとどのように異なるかを理解するために、次にこの技術でどのような種類の形状を造形できるのかを確認するためにサンプルを造形する予定となっている。さらに、この活動はクルーが宇宙で金属部品をプリントする際にどのように安全かつ効率的に作業できるのかを示すのにも役立つと見込まれている。
この結果から、宇宙での金属3Dプリントの機能、性能および運用と、プリントされた部品の品質、強度特性に関する理解が向上する可能性がある。補給は将来の長期有人ミッションにおいて課題となるが、乗組員が将来の長期宇宙飛行や、月や火星でのミッションで機器のメンテナンス用の部品を作成するために3Dプリントを使用できるので必要になる可能性がある全ての予備部品や工具などを予測して搭載する必要性が減少し、打ち上げ時の時間と費用を節約することが可能になる。
3Dプリント技術の進歩は、自動車のエンジン製造、航空宇宙および船舶産業などの地球上での応用や、自然災害後の避難所建設などに役立つことが見込まれている。

### 微小重力下での半導体製造
半導体および薄膜集積コーティングの製造（MSTIC）は、広い領域で使用される薄膜に微小重力がどのように影響するのかを調査する。この技術により、現在さまざまな半導体の製造に使用されている多くの機械や工程を自律的な製造に置き換えることが可能になり、より効率的で高性能な電子機器の開発につながる可能性がある。
微小重力下での半導体デバイスの製造は、品質の向上や、必要な材料、設備、労働力の削減にもつながる可能性がある。将来の長期ミッションでは、この技術によって宇宙で部品やデバイスを製造する能力が得られ、地球からの補給ミッションの必要性が減る可能性がある。この技術は、地球上でのエナジーハーベストデバイスにも応用できる。

### 大気圏再突入のモデル化
宇宙ステーションで研究を行う科学者は、追加の分析と研究のためにしばしば実験資機材を地球に帰還させる。しかしながら、大気圏再突入時に宇宙船が経験する極端な高温などはその積荷に予期せぬ効果を及ぼしかねない。宇宙船およびその積荷を保護するために使用される熱防護システムは数理モデルを基にしているが実際の飛行での検証が不足していることが多々有り、このために無視できない過剰な推定によってシステムのサイズが貴重な空間と重量を要求することがある。熱防護システム技術を改善するためのケンタッキー再突入プローブ実験2（KREPE-2）は、それぞれ異なる熱シールド物質を使用した5個のカプセルを用い、実際の再突入状況でのデータを様々なセンサーで取得する。
シグナス NG-16 で打ち上げられた KREPE-1 の成功を基に、より多くの測定値を収集するために改良されたセンサーが追加され、より多くのデータを送信するために通信システムが改善された。カプセルは他の大気圏再突入実験用に装備することができ、山火事から人々や建物を保護するなど、地球上での用途での熱シールドの改善をサポートする。

### 遠隔ロボット手術
ロボット手術技術デモ（Robotic Surgery Tech Demo）は、地上からの遠隔制御で手術の手順を実行可能な小型ロボットの性能を試験する。研究者は、微小重力および宇宙と地上とのタイムラグの影響を評価するために、微小重力下と地上との手順を比較しすることを計画している。
ネブラスカ大学と共同でこの研究を開発したバーチャル・インシジョン社の最高技術責任者、シェーン・ファリターによると、ロボットはどこでどのように切断するかを決定するために使用される張力を提供する2本の「手」を使って外科手術の組織をシミュレートするための輪ゴムを掴み、切断する。
より長期間の宇宙でのミッションでは、乗組員に単純な縫合から緊急の虫垂切除までの外科手術を施す必要が生じる可能性が高くなる。この研究の結果は、このような手術を行うロボットシステムの開発に役立つ可能性がある。さらに、アメリカ国内の外科医の人数は2001年から2019年の間に3分の1近くが減少した。小型化とロボットの遠隔制御によって、地球上のどこでもいつでも手術を受けることが可能となる。
NASAは15年以上にわたり小型ロボットの研究を支援してきた。2006年には、遠隔操作ロボットがNASAの極限環境ミッション運用（NEEMO）9ミッションの水中手術を実施した。2014年には、小型外科用ロボットが弾道飛行で無重力とした飛行機内で模擬手術を実施した。

### 宇宙での軟骨組織の成長
「小区画での軟骨組織形成」（英: Compartment Cartilage Tissue Construct）は、Janus Base Nano-MatrixとJanus Base Nanopieceの2つの技術を実証する。Nano-Matrixは、微小重力下で軟骨を形成するための足場を提供する注入可能な材料で、軟骨疾患の研究モデルとして使用でる。Nanopieceは、軟骨の変性を引き起こす疾患と闘うためのRNA（リボ核酸）ベースの治療法を提供する。
軟骨の自己修復能力には限界があり、地球上の高齢患者における障害の主な原因は変形性関節症となっている。微小重力は、加齢に伴う変形性関節症の進行を模倣した軟骨変性を引き起こすが、進行がより速いため、微小重力の研究は効果的な治療法のより迅速な開発につながる可能性がある。この研究の結果は、地球上での関節損傷や疾患の治療として軟骨再生を前進させ、将来の月や火星へのミッションで軟骨の健康を維持する方法の開発に貢献する可能性がある。

## ミッション

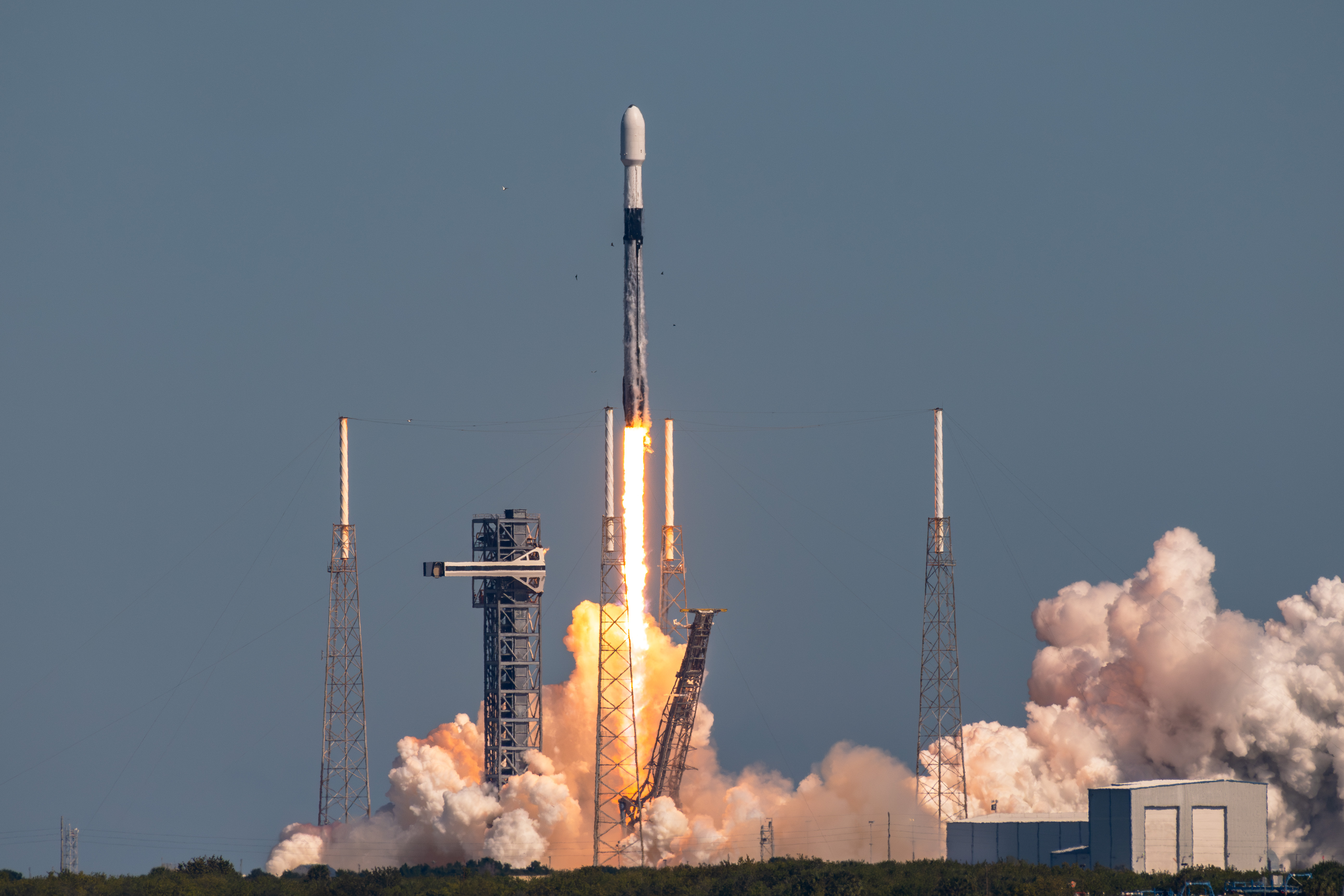
シグナス NG-20の打ち上げ

シグナスのミッションのほとんどは、ノースロップ・グラマンのアンタレスロケットに載せられて中部大西洋地域宇宙基地から打ち上げられてきたが、アンタレスの第一段がウクライナで、エンジンがロシアで製造されていたため、ロシアによるウクライナ侵攻以降は生産が停止している。ノースロップ・グラマンは、第一段とエンジンの製造をファイアフライ・エアロスペースに移す作業を進めており、2025年8月の初飛行を計画している。
アンタレスが使えない期間に対応するために、ノースロップ・グラマンはCRSでの競合相手であるスペースXと、ファルコン9ブロック5ロケットに搭載して3機のシグナスミッションを打ち上げる契約を結んだ。シグナスに対応するために、スペースXはペイロードフェアリングを改造し、移動しきクリーンルームを開始て宇宙船に遅れて到着した貨物を積載するための5 ft × 4 ft (1.5 m × 1.2 m)のサイドハッチを追加した。このミッションではファイコン9第一段ブースター #1077の10回目のミッションとして使用された。
このミッションはケープカナベラル宇宙軍施設のSLC-40から2024年1月30日 17:07:15 UTCに打ち上げられた。シグナスは国際宇宙ステーションい20204年2月1日にドッキングした。
NG-20は2024年7月12日 08:00 UTCにISSからドッキング解除され、2024年7月12日 11:01 UTCに大気圏再突入に向けて解放された。